# لی مورگان
لی مورگان (به انگلیسی: Lee Morgan) (زاده ۱۰ ژوئیه ۱۹۳۸ در فیلادلفیا، پنسیلوانیا -مرگ ۱۹ فوریه ۱۹۷۲ در نیویورک سیتی) نوازندهٔ ترومپت آمریکایی سبک هارد باپ است.